# Liste der Kulturdenkmale in Freudenberg (Baden)

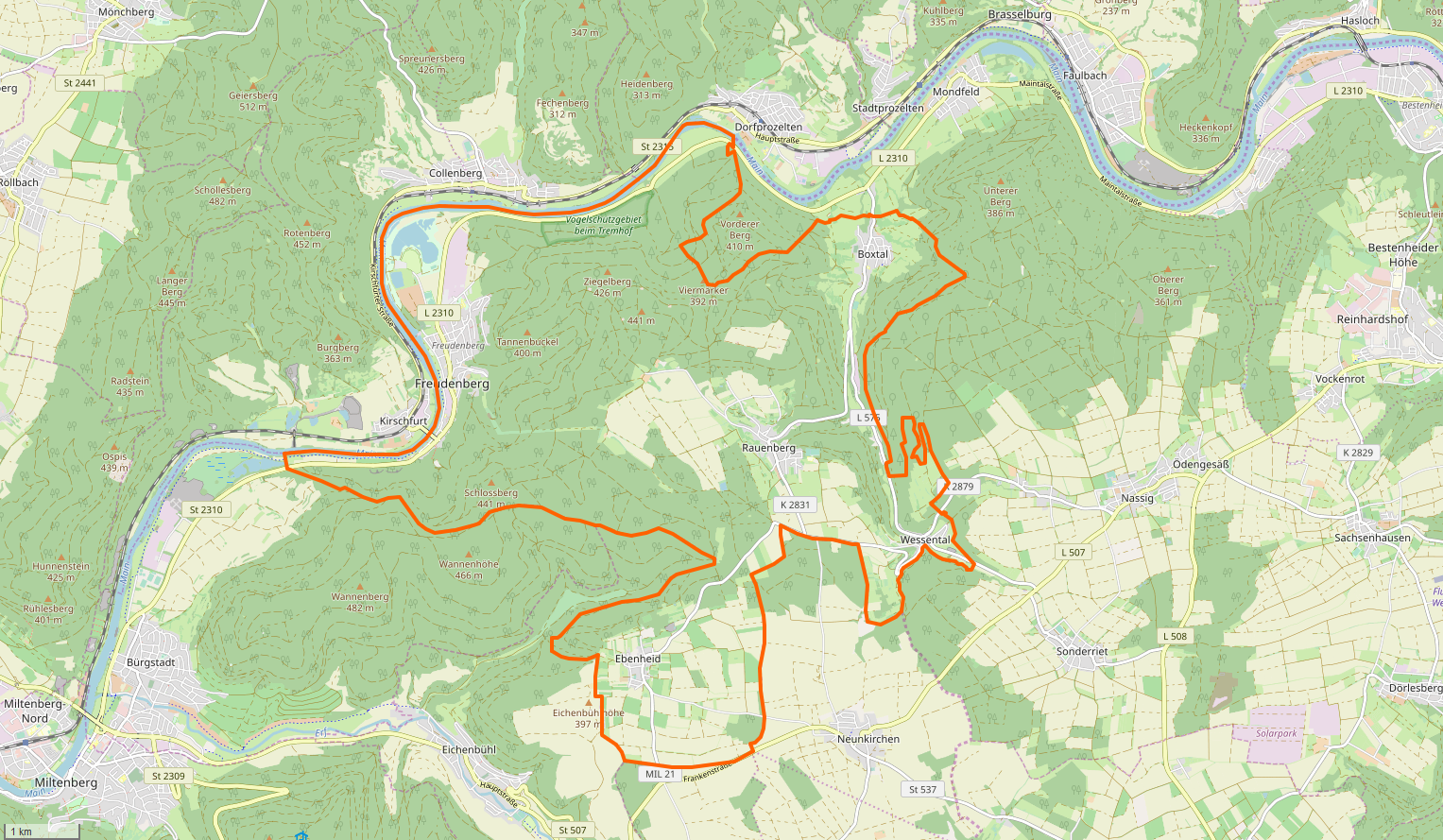
Gemarkung und Lage der Stadt Freudenberg (Baden)

Wappen der Gemeinde Freudenberg (Baden)

In der Liste der Kulturdenkmale in Freudenberg sind unbewegliche Bau- und Kunstdenkmale aller Stadtteile von Freudenberg aufgeführt. Grundlage für diese Liste ist die vom Regierungspräsidium Stuttgart herausgegebene Liste der Bau- und Kunstdenkmale mit Stand vom 15. Februar 2012. Der Artikel ist Teil der übergeordneten Liste der Kulturdenkmale im Main-Tauber-Kreis. Diese Liste ist nicht rechtsverbindlich. Eine rechtsverbindliche Auskunft ist lediglich auf Anfrage bei der Unteren Denkmalschutzbehörde der Stadt Freudenberg erhältlich.
Kleindenkmale wie beispielsweise Bildstöcke, Statuen und Wegkreuze blieben im Stadtgebiet zahlreich erhalten. Der Grund liegt in der seit dem Mittelalter durchgehend landwirtschaftlichen Struktur. Es kam in der Neuzeit zu keiner Verdichtung von Siedlung und Industrie wie in den Ballungsgebieten, so dass diese Kulturdenkmale im Freiland weitgehend erhalten blieben.

## Allgemein
- Bild: Zeigt ein ausgewähltes Bild aus Commons, „Weitere Bilder“ verweist auf die Bilder im Medienarchiv Wikimedia Commons.
- Bezeichnung: Nennt den Namen, die Bezeichnung oder die Art des Kulturdenkmals.
- Lage: Straßenname und Hausnummer oder Flurstücknummer des Kulturdenkmals, gegebenenfalls auch den Ortsteil. Die Grundsortierung der Liste erfolgt nach dieser Adresse. Der Link (Karte) führt zu verschiedenen Kartendiensten mit der Position des Kulturdenkmals. Fehlt dieser Link, wurden die Koordinaten noch nicht eingetragen. Sind diese bekannt, können sie über ein Tool mit einer Kartenansicht einfach nachgetragen werden. In dieser Kartenansicht sind Kulturdenkmale ohne Koordinaten mit einem roten bzw. orangen Marker dargestellt und können durch Verschieben auf die richtige Position in der Karte mit Koordinaten versehen werden. Kulturdenkmale ohne Bild sind an einem blauen bzw. roten Marker erkennbar.
- Datierung: Baubeginn, Fertigstellung, Datum der Erstnennung oder grobe zeitliche Einordnung entsprechend des Eintrags in der zuständigen Denkmaldatenbank (Landesamt für Denkmalpflege Baden-Württemberg).
- Beschreibung: Kurzcharakteristik des Kulturdenkmals.

## Bau-, Kunst- und Kulturdenkmale im Stadtbezirk Freudenberg

### Freudenberg
Bau-, Kunst- und Kulturdenkmale in Freudenberg (mit der Stadt Freudenberg und der Wohnplatz Laukenhof):

#### Gesamtanlage Freudenberg
Für die Gesamtanlage Freudenberg liegt ein Denkmalpflegerischer Werteplan mit dem Stand 11. Februar 2008 vor aus dem die Beschreibung der Kulturdenkmale entnommen wurden:
| Bild           | Bezeichnung                                    | Lage | Datierung | Beschreibung | ID                       |
| -------------- | ---------------------------------------------- | --- | --------- | --- | ------------------------ |
|                | Gesamtanlage Freudenberg/Main                  | (Karte) |           | Bei der Stadt Freudenberg handelt es sich um eine einstige Burgsiedlung mit sehr gut überliefertem Baubestand des 16.–19. Jahrhunderts, nahezu vollständig erhaltenem historischem Stadtgrundriss und einer in großen Teilen erhaltenen Stadtumwehrung. Geschützt nach § 19 DSchG |                          |
|                | Stadtmauer, Schenkelmauer, Eis- bzw. Flutmauer | Flstnr. 131, 136, 140, 141, 275, 306–308), Hauptstr., Heidelg. 3 (Flstnr. 111), Mainstraße (Flstnr.541/635,3532), Ziegelg (FN 535–542, 544/4) (Karte) |           | Stadtbefestigung mit Resten der Zwingermauern, Schenkelmauern (siehe auch „Burgruine“) und Eis- bzw. Flutmauern; die von der Burgruine herabziehenden Schenkelmauern freistehend, die Stadtmauer in weiten Teilen in Bebauung integriert; 13.–16. Jh., bis ins 19. Jh. stellenweise abgetragen bzw. im 20. Jh. – mit Ausnahme der Vorstadt – in Teilen wiederaufgebaut; im Norden und im Süden des Mainufers im 18. Jh. Errichtung von Eis- bzw. Flutmauern (südliche Mauer mit Mariensäule). Geschützt nach §§ 2/28 (Sachgesamtheit) DSchG |                          |
| Weitere Bilder | Burgruine/Schloss und Schenkelmauern           | Flstnr. 131, 136, 140, 141, 275, 306–308 (Karte) |           | Mittelalterliche Burgruine mit Befestigungsmauern und Vorwerk; errichtet 1195, 1361 und 1499, die zur Stadt hinunterführenden Schenkelmauern Ende 13. Jahrhunderts; Anlage vermutlich im Markgräflerkrieg 1552 zerstört und seitdem nur notdürftig instand gesetzt; neben dem Hauptzugangsweg (sog. „Kegelbahn“) sind die Grünflächen rund um den Schlossberg als historisches, von Bewaldung früher freigehaltenes Schussfeld insgesamt erhaltenswert. Geschützt nach §§ 28 (Sachgesamtheit) DSchG                                         | Wikidata-Objekt anzeigen |

Burgweg: Alter Verbindungsweg zwischen der mittelalterlichen Kernstadt und der namensgebenden Burg; im unteren Abschnitt S-förmiger Verlauf, ab Höhe Rathaus gegen Norden steil ansteigend, ab Höhe Burgweg 7 gerade und stetig ansteigend über den Burghang verlaufend; die Bebauung im Bereich Hauptstraße repräsentativ, mit Rathaus (ab 1499) und ehem. Amtshaus (1627), dessen Hofraum ist durch ein Rundbogenportal und eine parallel zum Burgweg verlaufende Sandsteinmauer abgeschlossen, die übrige Bebauung kleinteiliger und aus überwiegend giebelständigen, über hohen Hanggeschossen errichteten Wohn- und Wirtschaftsgebäuden bestehend (15.–19. Jh.); eine Ausnahme bildet Burgweg 5, mit breit gelagertem Baukörper und markantem, weithin sichtbarem Satteldach.

| Bild           | Bezeichnung                                           | Lage                            | Datierung | Beschreibung | ID |
| -------------- | ----------------------------------------------------- | ------------------------------- | --------- | --- | -- |
| Weitere Bilder | Ehemaliges Amtshaus (heute Gasthaus, Polizei, Museum) | Burgweg 1 (Flstnr. 277) (Karte) | 1627      | Dreigeschossiger, breit gelagerter und weitgehend verputzter Massivbau mit großen Gewölbekellern, schlichte symmetrische Fassadengestaltung mit Gliederungselementen aus Sandstein, die zwei reich skulpierten Sandsteinportale jeweils mit Sprenggiebel und vorgelagerter zweiläufiger Treppe, zweigeschossiges Satteldach mit Gauben; Gebäude bez. 1627, zwischen 1977 und 2003 diverse Sanierungsmaßnahmen (1983 Neugestaltung Treppenanlage und Einrichtung einer Gaststätte, 2003 u. a. Einbau von Verwaltungsräumen, Kellerausbau). Seit 1987 betreibt die Stadt im Foyer des Amtshauses die Amtshausgalerie. Geschützt nach §§ 28 (Gebäude) DSchG |    |
| Weitere Bilder | Wohnhaus                                              | Burgweg 3 (Flstnr. 278) (Karte) |           | Zweigeschossiges Fachwerkgebäude über hohem, verputztem Massivsockel mit rundem Kellerbogen, Satteldach; das vorkragende Obergeschoss mit Zierfachwerk des 17. Jahrhunderts, das übrige Fachwerkgefüge in großen Teilen jüngeren Datums, Außentreppe ins erhöht liegende Hauptgeschoss, geschnitztes Türblatt, an der Giebelseite farbig gefasste Marienstatue; Gebäude bez. 1612, 1997 Fachwerkerneuerung. Geschützt nach §§ 28 (Gebäude) DSchG |    |
| Weitere Bilder | Kellerbogen                                           | Burgweg 8 (Flstnr. 263) (Karte) |           | Kellerbogen im Hanggeschoss eines erhaltenswerten Wohnhauses, bez. „160.“?; das darüber liegende, erhaltenswerte Wohnhaus zweigeschossig, wohl zum Teil massiv bzw. in Fachwerk errichtet, verputzt, Satteldach; im 20. Jahrhundert stark verändert, im Kern älter. Geschützt nach §§ 2 (Bauteil) DSchG |    |
| Weitere Bilder | Wohnhaus                                              | Burgweg 10 (Flstnr. 269)        |           | Eingeschossiges, über zwei Hanggeschossen errichtetes Wohnhaus mit Satteldach; die Hanggeschosse massiv, verputzt, das restliches Gebäude in Sichtfachwerk des 15./16. Jahrhunderts errichtet, im 20. Jahrhundert verkleidet, spitzbogiges Steingewände (Kellerbogen) bez.1408; 2002 Erneuerung der Fenster und Neubau des Balkons. Gemeinsam mit Burgweg 6 und 8 bildet das kleine, unweit des Rathauses liegende Gebäude eine Baugruppe. Geschützt nach §§ 2 (Gebäude) DSchG |    |

Erbsengasse: Schmale, von der Hauptstraße abzweigende und in Richtung Osten stetig ansteigende Gasse innerhalb der ab dem 16. Jahrhundert angelegten Vorstadt, der Name Erbsengasse bereits im Gemarkungsatlas von 1898 geführt; straßenbegleitende, über Hanggeschossen errichtete ein- bis zweigeschossige Bebauung mit Wohn- und Wirtschaftsgebäuden, darunter ein Kulturdenkmal des 16. Jh., die restliche Bebauung des 18.–20. Jh. zum Teil stark überformt.

| Bild           | Bezeichnung | Lage                                | Datierung | Beschreibung | ID |
| -------------- | ----------- | ----------------------------------- | --------- | --- | -- |
| Weitere Bilder | Wohnhaus    | Erbsengasse 4 (Flstnr. 400) (Karte) |           | Zweigeschossiges Gebäude mit massivem Hang- und erstem Wohngeschoss sowie Fachwerkobergeschoss, teilweise verputzt, Satteldach; gegen die Hauptstraße erhöht liegender Zugang mit rundbogigem, gestuftem Steingewände mit Nischen, gekoppelten Fenstern, Diamanteckquaderung, Fachwerk mit profilierten Schwellen und Mann-Figuren; Portalgewände bez. 1604, 2005 Umbauten im Inneren. Geschützt nach §§ 28 (Gebäude) DSchG |    |

Fassgasse: Kurze, zwischen der Hauptstraße und der Mainstraße verlaufende Verbindungsgasse innerhalb der ab dem 16. Jahrhundert angelegten Vorstadt, gegen die Mainstraße bzw. die Hauptstraße jeweils trichterförmig aufgeweitet, in ihrer östlichen Verlängerung in die Haaggasse mündend; der Name Fassgasse bereits im Gemarkungsatlas von 1898 geführt; über Hanggeschossen errichtete ein- bis zweigeschossige Bebauung mit Wohn- und Wirtschaftsgebäuden überwiegend des 18.–20. Jahrhundert, darunter ein Kulturdenkmal.

| Bild | Bezeichnung | Lage                              | Datierung | Beschreibung | ID |
| ---- | ----------- | --------------------------------- | --------- | --- | -- |
|      | Wohnhaus    | Fassgasse 8 (Flstnr. 463) (Karte) |           | Zweigeschossiges, über einem massiven Hanggeschoss errichtetes Wohnhaus, das Obergeschoss vermutlich ebenfalls massiv, verputzt, profilierte steinerne Fenster- und Türgewände mit Kartuschen und Wappen, profiliertes Traufgesims, Halbwalmdach; Gebäude bez. 1793. Geschützt nach §§ 2 (Gebäude) DSchG |    |

Haaggasse: Annähernd parallel zur nördlichen Schenkelmauer verlaufende, von der Hauptstraße in östliche Richtung in zwei Armen abzweigende Erschließungsgasse innerhalb der ab dem 16. Jahrhundert angelegten Vorstadt, bis auf Höhe Nr. 7 platzartig aufgeweitet, danach immer enger werdender Verlauf; der Name bereits im Gemarkungsatlas von 1898 genannt und wohl auf „Hecke“ im Sinne von „Grenze“ zurückzuführen; über Hanggeschossen errichtete, ein- bis dreigeschossige Bebauung des 18.–20. Jahrhunderts, teils über älteren Kellern, die südliche Seite durch eine regelmäßige, geschlossene und traufständige Gebäudereihe gebildet, die nördliche, wohl ältere Seite hingegen insgesamt lockerer und unregelmäßiger bebaut.

| Bild           | Bezeichnung | Lage                                  | Datierung | Beschreibung | ID |
| -------------- | ----------- | ------------------------------------- | --------- | --- | -- |
| Weitere Bilder | Wohnhaus    | Haaggasse 1 (Flstnr. 343/344) (Karte) |           | Dreigeschossiges, verputztes Fachwerkgebäude über hohem, massivem Hanggeschoss, schlichte, verputzte Fassade mit profilierten Schwellen (giebelseitig), flach geneigtes Satteldach; 17./18. Jahrhundert, in der zweiten Hälfte des 20. Jahrhunderts Herstellung einer Terrasse und Holzbalkon gegen die Haaggasse.              |    |
| Weitere Bilder | Kellerbogen | Haaggasse 7 (Flstnr. 341) (Karte)     |           | Rundbogiges Gewände aus Sandstein am Kellerzugang eines Wohnhauses; Gewände bez. 1546. Geschützt nach §§ 2 (Bauteil) DSchG |    |
| Weitere Bilder | Wohnhaus    | Haaggasse 23 (Flstnr. 318) (Karte)    |           | Dreigeschossiges, über annähernd quadratischem Grundriss errichtetes Fachwerkgebäude mit Satteldach; zwischen erstem und zweitem Obergeschoss profilierte Schwellen und Fachwerkfigur „Wilder Mann“; am Ständer bez. 1720, damals wohl bestehendes Gebäude erweitert (?) und neu gestaltet. Geschützt nach §§ 2 (Gebäude) DSchG |    |

Hallengasse: Kurze, parallel zur Hauptstraße und zur Stadtmauer verlaufen-de Verbindungsgasse zwischen Staudengasse und Hauptstraße innerhalb der mittelalterlichen Kernstadt; die östliche Seite bilden die Rückseiten der zweigeschossigen, giebelständigen Hauptstraßengebäuden, die westliche Seite besteht aus einer geschlossenen, traufständigen, zweigeschossigen und über der Stadtmauer errichteten Gebäudereihe des 18./19. Jahrhunderts (zum Teil über älterem Kern).
Hauptstraße (Nr. 63–121 ungerade, 32–154 gerade), „Kernstadt“: Historischer, an den überregionalen Verkehr angebundener und parallel zum Main und zum Burgberg verlaufender Hauptverbindungsweg durch die mittelalterliche Kernstadt, in regelmäßigen Abständen kleine bis kleinste Gassen abzweigeneinst mit zwei Toren befestigt („Unteres-“ und „Äußeres-“ später „Mittleres Tor“); auf Höhe Rathaus barocke Neuordnung im Zuge des Neubaus von Amthaus und Pfarrkirche (traufständig!) und damit Ausbildung eines „Stadtzentrums“. Das übrige Straßenbild von je einer geschlossenen, überwiegend zweigeschossigen und giebelständigen Reihe von Wohngebäuden des 15.–20. Jh. geprägt, darunter eine hohe Zahl von Kulturdenkmalen und qualitätvollen, erhaltenswerten Gebäuden des 16./17. Jh.(!)

| Bild           | Bezeichnung                                                                 | Lage                                       | Datierung | Beschreibung | ID |
| -------------- | --------------------------------------------------------------------------- | ------------------------------------------ | --------- | --- | -- |
| Weitere Bilder | Kruzifix                                                                    | Hauptstraße 32 (Karte)                     |           | Buntsandstein, bez. 1863, vor dem Wohnhaus Hauptstraße 32. Hierbei handelt es sich nicht um den originalen Standort. Das Kruzifix wurde erst nach Abbruch des ursprünglich an dieser Stelle sich befindenden Gebäudes hierher versetzt. Das Kruzifix gehört zur Reihe der entlang der Hauptstraße in großer Zahl aufgestellten oder an Fassaden angebrachten Kleindenkmälern. Geschützt nach §§ 2 (Kleindenkmal) DSchG |    |
| Weitere Bilder | Wohnhaus                                                                    | Hauptstraße 42 (Flstnr. 163) (Karte)       |           | Zweigeschossiges Wohngebäude mit massivem, verputztem Erdgeschoss, das Obergeschoss samt Giebel mit geschosshohe Fachwerkfiguren, profilierte Schwellen, Satteldach; am rückwärtigen Nebengebäude erhaltenswertes Kellerportal, Jahreszahl nicht lesbar; das Hauptgebäude 16./17. Jahrhundert. Haupt- und Nebengebäude erstrecken sich auf einem schmalen, tiefen Grundstück. Sie sind in der Art eines Streckgehöfts hintereinander angeordnet. Geschützt nach §§ 28 (Gebäude) DSchG |    |
| Weitere Bilder | Kellerhaus                                                                  | Hauptstraße 44 (Flstnr. 163) (Karte)       |           | Eingeschossiges, über hohem Hanggeschoss bzw. Keller errichtetes Gebäude, das Hanggeschoss massiv aus Buntsandstein, das Obergeschoss und der Giebel in konstruktivem Fachwerk, Satteldach; das Hanggeschoss am Kellerbogen bez. 1534, der Fachwerkaufbau wohl spätes 19./Anfang 20. Jahrhundert, 1992 Umnutzung zu Wohngebäude. Geschützt nach §§ 2 (Gebäude) DSchG |    |
| Weitere Bilder | Skulpturengruppe                                                            | Hauptstraße 50 (Flstnr. 163) (Karte)       |           | Farbig gefasste Skulpturengruppe „Hl. Familie“ an der Fassade; wohl 18. Jahrhundert; das erhaltenswerte Wohnhaus zweigeschossig, mit massivem, verputztem Erdgeschoss und Fachwerkobergeschoss mit breiten Schwellhölzern, im Giebel Zierfachwerk; Gebäude im Kern 16./17. Jahrhundert, im 19. und 20. Jahrhundert jedoch zum Teil stark verändert (Fachwerkerneuerung im 1. Obergeschoss, Dachausbau mit Gaube, Neugestaltung des Erdgeschosses und Erweiterung um eine Achse gegen Süden samt Herstellung einer Terrasse). Geschützt nach §§ 2 (Kleindenkmal) DSchG |    |
| Weitere Bilder | Skulptur des „Hl. Nepomuk“                                                  | Hauptstraße 52 (Karte)                     |           | aus Buntsandstein am Gebäudeeck; Konsole bez. 1747; das erhaltenswerte Wohnhaus zweigeschossig, mit massivem Erdgeschoss und Fachwerkobergeschoss, verputzt, Satteldach; Gebäude im Kern evtl. 17./18. Jahrhundert, im 20. Jahrhundert verändert (Fassade, Fenster, Erdgeschoss u. a.). Geschützt nach §§ 2 (Kleindenkmal) DSchG |    |
| Weitere Bilder | Marienskulptur                                                              | Hauptstraße 60 (Karte)                     |           | Farbig gefasste Skulptur der Muttergottes an der Hauptfassade eines Wohnhauses; 18. Jahrhundert; das Gebäude erhaltenswert mit massivem Erd- und Fachwerkobergeschoss, verputzt, Satteldach; Gebäude im Kern wohl 18. Jahrhundert mit nachträglichen Veränderungen (Fassade, Fenster, Erdgeschoss, Dachausbau mit Gauben u. a.). Geschützt nach §§ 2 (Kleindenkmal) DSchG |    |
| Weitere Bilder | Wohnhaus                                                                    | Hauptstraße 75 (Karte)                     |           | Zweigeschossiges Wohngebäude mit massivem, verputztem Erd- und Fachwerkobergeschoss, Satteldach; an der Seitenfassade im Erdgeschoss Spitzbogenportalgewände, Obergeschoss und Giebel mit profilierten Schwellen, reiches Zierfachwerk und geschnitzter Eckständer; 16. Jahrhundert, im 20. Jahrhundert Ladeneinbau u. a. Das Wohnhaus ist Bestandteil der westlichen Gebäudereihe der Hauptstraße mit ihrer weitgehend geschlossenen giebelständigen, zweigeschossigen Bebauung. Geschützt nach §§ 2 (Gebäude) DSchG |    |
| Weitere Bilder | Wohnhaus                                                                    | Hauptstraße 77 (Karte)                     |           | Zweigeschossiges Wohngebäude mit massivem, verputztem Erdgeschoss und Fachwerkobergeschoss, Satteldach; Obergeschoss und Giebel mit profilierten Schwellen und reichem Zierfachwerk; 16./17. Jahrhundert, Mitte des 20. Jahrhunderts Ladeneinbau. Das Wohnhaus ist Bestandteil der westlichen Gebäudereihe der Hauptstraße mit ihrer weitgehend geschlossenen giebelständigen, zweigeschossigen Bebauung. Geschützt nach §§ 2 (Gebäude) DSchG |    |
| Weitere Bilder | Wohnhaus                                                                    | Hauptstraße 87 (Karte)                     |           | Gebäude über L-förmigem Grundriss; der giebelseitig zur Hauptstraße orientierte Massivbau in Buntsandstein mit Fachwerkgiebel und Mansarddach, schlichte spätbarocke Fassadengestaltung; spätes 18. Jahrhundert; der zur Stadtmauer traufständige Trakt ebenfalls zweigeschossig, vermutlich massiv, verputzt, Satteldach; 19. Jahrhundert. Das Wohnhaus rückt von der Baulinie der Hauptstraße ab. Die westliche Stadtmauer bildet gleichzeitig seine Außenmauer. Geschützt nach §§ Prüffall DSchG |    |
|                | Kellerhaus                                                                  | Hauptstraße 92 (Karte)                     |           | Zweigeschossiger, verputzter Fachwerkbau über in den Hang gebautem Keller mit zwei Kellertoren, eines davon bez. 1561, Satteldach; 17./18. Jahrhunderts mit späteren Veränderungen (Fassade, Fenster u. a.). Geschützt nach §§ 2 (Gebäude) DSchG | BW |
| Weitere Bilder | Wohnhaus                                                                    | Hauptstraße 93 (Flstnr. 66) (Karte)        |           | Zweigeschossiges Wohnhaus mit massivem, aus Buntsandstein errichtetem Erdgeschoss mit klassizistischem Fassadendekor, das erste Obergeschoss und der Giebel mit Zierfachwerk des 17. Jahrhunderts, Satteldach; das Erdgeschoss bez. 1795, 1981 Instandsetzungsarbeiten, 2002 Innenrenovierung samt Einbau von Treppen, Erneuerung der Fenster, Überformung des Westgiebel; an der Hauptfassade farbig gefasste Skulptur des Hl. Josephs (erhaltenswert). Geschützt nach §§ 28 (Gebäude) DSchG |    |
| Weitere Bilder | Wohnhaus                                                                    | Hauptstraße 95 (Flstnr. 63/64) (Karte)     |           | Zweigeschossiges Doppelwohnhaus mit massivem Erd- und Fachwerkobergeschoss, verputzt, Satteldach; profilierte Schwellen und profiliertes Fenstergewände; 16./17. Jahrhundert, im 20. Jahrhundert überformt (Fassade, Fenster) bzw. rückwärtiger, an die westliche Stadtmauer angrenzender Gebäudeteil abgegangen. Geschützt nach §§ 28 (Gebäude) DSchG |    |
| Weitere Bilder | Wohnhaus                                                                    | Hauptstraße 96/98 (Karte)                  |           | Zweigeschossiges Doppelwohnhaus mit massivem Erd- und Fachwerkobergeschoss, verputzt, Satteldach; giebelseitiger Vorstoß und zwei Aufzugsluken; 16./17. Jahrhundert, 2007 Erneuerung der Fenster und des Hauseingangs. Geschützt nach §§ 2 (Gebäude) DSchG |    |
| Weitere Bilder | Wohnhaus                                                                    | Hauptstraße 99 (Karte)                     |           | Zweigeschossiges, vermutlich massives, verputztes Wohnhaus mit Mansardwalmdach, im Erdgeschoss geohrte Fenstergewände und Sockelgesims in Buntsandstein; 18. Jahrhundert, im 20. Jahrhundert moderne Veränderungen (Dachausbau, Fassade, Fenster u. a.). Geschützt nach §§ 2 (Gebäude) DSchG |    |
|                | Portal                                                                      | Hauptstraße 100 (Karte)                    |           | Geohrtes Portal aus Sandstein (Kulturdenkmal), 18. Jahrhundert; das Wohngebäude über hohem Sockel zweigeschossig mit massivem Erdgeschoss und Fachwerkobergeschoss, verputzt, Satteldach, 18. Jahrhundert mit späteren Überformungen, 2005 Erneuerung der Fenster; ebenfalls ist das dazugehörige rückwärtige Nebengebäude, vermutlich ein Kellerhaus (schlecht einsehbar). Geschützt nach §§ 2 (Bauteil) DSchG | BW |
| Weitere Bilder | Gasthaus (ehemals „Zur güldenen Rose“ und „Ritter“)                         | Hauptstraße 105 (Flstnr. 9) (Karte)        |           | Dreigeschossiges Gebäude mit massivem Erdgeschoss und Fachwerkobergeschossen mit wandhohen Schmuckelementen, Krüppelwalmdach, im Erdgeschoss Fenster- und Türgewände aus Sandstein: neben dem rundbogigen Durchgangsportal zur Hallengasse dreiteilige Fenstergruppe mit spätrenaissancezeitlichem Gewände mit profilierten Stäben, anschließend reich gestaltetes Hauptportal mit Beschlagwerk verziertem Rundbogengewände, daneben geschosshohes Korbbogenfenster; das Hauptportal bez. 1675. Das Gebäude wurde 1675 anstelle des bereits im Dreißigjährigen Krieg als weitgehend verfallen überlieferten Gasthauses „Ritter“, der einst bedeutendsten Wirtschaft Freudenbergs, als Gasthaus „Zur güldenen Rose“ neu erbaut. Geschützt nach §§ 28 (Gebäude) DSchG                             |    |
| Weitere Bilder | Wohnhaus                                                                    | Hauptstraße 120 (Flstnr. 231) (Karte)      |           | Zweigeschossiges Wohngebäude mit massivem, verputztem Erdgeschoss und Fachwerkobergeschoss, profilierte Schwellen und geschnitzte Eckständer, 17./18. Jahrhundert. Das Gebäude bildet gemeinsam mit seinem Nachbargebäude Hauptstraße 122 eine Baugruppe. Geschützt nach §§ 2 (Gebäude) DSchG |    |
| Weitere Bilder | Wohnhaus                                                                    | Hauptstraße 122 (Flstnr. 232) (Karte)      |           | Zweigeschossiges Wohngebäude mit massivem, verputztem Erdgeschoss und Fachwerkobergeschoss, profilierte Schwellen und geschnitzte Eckständer; 18. Jahrhundert mit modernen Veränderungen. Das Gebäude bildet gemeinsam mit seinem Nachbargebäude Hauptstraße 120 eine Baugruppe. Geschützt nach §§ 2 (Gebäude) DSchG |    |
| Weitere Bilder | Wohnhaus und Kellerhaus                                                     | Hauptstraße 134, 132 (Flstnr. 234) (Karte) |           | Eingeschossiges Wohngebäude mit massivem Erd- und Fachwerkobergeschoss mit Vorstößen, verputzt, Satteldach; 17./18. Jahrhundert mit späteren Überformungen (Fassade, Fenster u. a.) das dazugehörige Kellerhaus mit massivem Hang- und Fachwerkobergeschoss, der Kellerbogen bez. 1609, das Obergeschoss 18./19. Jahrhundert mit Ausfachungen aus Backstein, 1990 Auswechslung der Fenster. Wohn- und Kellerhaus sind hintereinander, jedoch versetzt angeordnet, wodurch die Giebelfassade des Kellerhauses von der Hauptstraße aus sichtbar ist. Geschützt nach §§ 2 (Gebäude) DSchG |    |
| Weitere Bilder | Wohnhaus mit Immaculata                                                     | Hauptstraße 138 (Flstnr. 237) (Karte)      |           | Zweigeschossiges Wohngebäude mit massivem, verputztem Erd- und Fachwerkobergeschoss mit reichem Zierfachwerk und wandhohen Streben, profilierten Schwellen und geschnitzten Eckständern, Satteldach; Gebäude 16./17. Jahrhundert, das Erdgeschoss in der 2. Hälfte des 20. Jahrhunderts umgebaut, 1993 Dachausbau; an der Fassade Skulptur der Immaculata aus Sandstein, bez. 1747 Geschützt nach §§ 28 (Gebäude) DSchG |    |
| Weitere Bilder | Wohnhaus                                                                    | Hauptstraße 140 (Flstnr. 238) (Karte)      |           | Zweigeschossiges Gebäude über hohem, massivem Hanggeschoss, mit Ausnahme des Giebels verputzt, Satteldach, giebelseitig profilierte Schwellen, am erhöht liegenden Haupteingang geohrtes Sandsteinportal mit Oberlicht und Wappen; 18. Jahrhundert, 2001 Innen- und Außensanierung. Das Gebäude ist Bestandteil der in zweiter Reihe oberhalb der Pfarrkirche verlaufenden, in den Hang hinein gebauten giebelständigen Gebäudereihe. Geschützt nach §§ 2 (Gebäude) DSchG |    |
| Weitere Bilder | Ehemalige Stadtpfarrkirche St. Laurentius, sogenannte Alte Laurentiuskirche | Hauptstraße 150 (Flstnr. 255) (Karte)      | 1691–1692 | Flach gedeckter Saalbau mit seitlichem Turm, Außenbau durch Pilaster und reiche barocke Portal- und Fenstergewände gestaltet; reiche Innenausstattung; 1692 an der Stelle einer kleinen Kapelle errichtet, bauliche Reste derselben sollen in den Chor und in den Turm integriert worden sein. Der qualitätvolle barocke Kirchenbau stellt als Teil der Baugruppe Rathaus und altes Amtshaus und wegen seiner Größe und Traufständigkeit eine städtebauliche Dominante innerhalb der kleinräumigen Altstadt dar. Geschützt nach §§ 28 (Gebäude) DSchG |    |
| Weitere Bilder | Rathaus                                                                     | Hauptstraße 152 (Flstnr. 256) (Karte)      | 1499–1629 | Zweigeschossiger über hohem Hanggeschoss errichteter Fachwerkbau, das Erdgeschoss zum Teil massiv, mehrgeschossiges Satteldach mit Gauben und Dachreiter; reiche Zierfachwerkfassade mit Vorstößen; 1499 begonnen, 1605 in Richtung Burgberg erweitert samt Herstellung des seitlichen Prunkportals (bez. 1605), 1907 Herstellung des rückwärtigen zweigeschossigen Anbaus (ehem. Schule), neuerliche Erweiterung 1999. Das Rathaus erstreckt sich mitsamt seinen Erweiterungsbauten auf einem schmalen, langen Grundstück. Als primus inter pares in der Hauptstraße mit erhöhtem Standort, reicher Giebelfassade und hohem Speicherdach markiert es gemeinsam mit dem ehemaligen Amtshaus und der alten Stadtpfarrkirche eindrucksvoll das Stadtzentrum. Geschützt nach §§ 28 (Gebäude) DSchG |    |
| Weitere Bilder | Wohnhaus                                                                    | Hauptstraße 154 (Flstnr. 279) (Karte)      |           | Zweigeschossiges Wohngebäude mit massivem, verputztem Erdgeschoss und Fachwerkobergeschossen mit wandhohen Schmuckelementen; bez. 1667, im 20. Jahrhundert Ladeneinbau und Herstellung einer giebelseitigen Terrasse, 2006 vermutlich Erneuerung des Dachstuhls und Fassadenrenovierung; im Erdgeschoss, an der Südseite gg. das Amtshaus, eingemauerter Inschriftstein mit der Jahreszahl 1534. Das Wohnhaus steht am Abzweig des Burgweges, am nördlichen Ende der mittelalterlichen Kernstadt. Geschützt nach §§ 28 (Gebäude) DSchG |    |

Hauptstraße (Nr. 123–165 ungerade, 156–226 gerade), „Vorstadt“: Historischer, an den überregionalen Verkehr angebundener und parallel zum Main und zum Burgberg verlaufender Hauptverbindungsweg durch die frühneuzeitliche Vorstadt, in regelmäßigen Abständen kleine bis kleinste Gassen abzweigend, wohl im 18. Jh. Anlage des Sternplatzes; Straße einst mit zwei Toren befestigt („Mittleres Tor“ und „Äußeres Tor“); das Straßenbild von je einer geschlossenen, zwei- bis dreigeschossigen, trauf- bzw. giebelständigen Gebäudereihe des 16.–20. Jh. gebildet (der nördliche Stadteingang durch eine markante, giebelständige Gebäudegruppe (Nr. 218, 220, 222) geprägt).

| Bild           | Bezeichnung                         | Lage                                                        | Datierung | Beschreibung | ID |
| -------------- | ----------------------------------- | ----------------------------------------------------------- | --------- | --- | -- |
|                | Marienkrönungsrelief                | Hauptstraße 129 (Flstnr. 428, ehemals Sternplatz 7) (Karte) |           | Marienkrönungsrelief aus Sandstein, z. T. vergoldet; 18. Jahrhundert. Das Relief war zuvor an der Fassade des Gebäudes Hauptstraße 82 angebracht. Es zählt zur Reihe der entlang der Hauptstraße in großer Zahl aufgestellten oder an Fassaden angebrachten Kleindenkmäler |    |
|                | Ehemalige Synagoge (heute Wohnhaus) | Hauptstraße 139 (Karte)                                     |           | Dreigeschossiges, massiv in Sandstein und Backstein errichtetes Gebäude mit flach geneigtem, einseitig abgewalmtem Satteldach, abgeschrägte, schmale über zwei Geschosse reichende Fenster mit eingezogenem, rundbogigem Abschluss; 1891 errichtet und bereits um 1908 profaniert. Das Gebäude vereinigte unter einem Dach den Betsaal, die Lehrerwohnung, das Gemeindezimmer und das rituelle Tauchbad für Frauen (Mikwe). Die jüdische Gemeinde umfasste um 1864 81, um 1900 35 und 1935 13 Personen. Durch Judenverfolgungen und -ermordungen in der NS-Zeit kamen von den 1933 in Freudenberg wohnhaften 15 jüdischen Personen mindestens 13 ums Leben. Eine Gedenktafel an die Opfer des Nationalsozialismus befindet sich in der Zollgasse. Geschützt nach §§ 2 (Gebäude) DSchG | BW |
| Weitere Bilder | Wohnhaus                            | Hauptstraße 166 (Flstnr. 345) (Karte)                       |           | Zweigeschossiges Wohngebäude mit massivem Keller- und Erdgeschoss sowie Fachwerkobergeschoss, weitgehend verputzt, Krüppelwalmdach, giebelseitiger Vorstoß und profilierte Schwellen, im Giebeldreieck Aufzugsluken, an der südlichen Gebäudeecke Madonnenskulptur aus Sandstein, an der nördlichen Gebäudeecke geschnitzter Eckständer; 17. Jahrhundert mit Veränderungen des 20. Jahrhunderts (Fassade, Fenster, Herstellung eines südlichen Anbaus mit Terrasse; Dachausbau mit Gauben 2001). Geschützt nach §§ 28 (Gebäude) DSchG |    |
| Weitere Bilder | Kellerhaus                          | Hauptstraße 182 (Flstnr. 383) (Karte)                       |           | Gebäude mit massivem Hanggeschoss, das Obergeschoss und Giebel mit reichem Zierfachwerk, Satteldach; Kellerbogen bez. 1598. Das Gebäude liegt zwar in zweiter Reihe der Hauptstraße, da es von dieser aus, anders als viele andere Kellerhäuser, gut sichtbar ist, weist es eine reiche Schmuckfassade auf. Geschützt nach §§ 2 (Gebäude) DSchG |    |
| Weitere Bilder | Gasthaus (ehemals Wohnhaus)         | Hauptstraße 188 (Flstnr. 390/1) (Karte)                     |           | Zweigeschossiges Gebäude mit massivem, verputztem Erd- und Fachwerkobergeschoss mit zum Teil reichem Zierfachwerk, geschnitzter Eckständer, Krüppelwalmdach; 17./18. Jahrhundert, 2001 Umbau und Nutzungsänderung; an der Fassade Pietàskulptur, 18. Jahrhundert; rückwärtig erhaltenswerte Keller mit Kellerbogen. Geschützt nach §§ 28 (Gebäude) DSchG |    |

Heidelgasse: Äußerst schmale, in der mittelalterlichen Kernstadt gelegene und von der Hauptstraße nach Westen abgehende Stichgasse, zu einer ehemaligen Fußgängerpforte in der Stadtmauer führend; überwiegend traufständige, zweigeschossige Bebauung des 16.–19. Jahrhunderts.

| Bild           | Bezeichnung | Lage                                | Datierung | Beschreibung | ID |
| -------------- | ----------- | ----------------------------------- | --------- | --- | -- |
| Weitere Bilder | Wohnhaus    | Heidelgasse 3 (Flstnr. 111) (Karte) |           | Dreigeschossiges Wohngebäude mit massivem, in Sandstein errichtetem Erdgeschoss und Fachwerkobergeschossen, als nordwestliche Außenwand dient die Stadtmauer, Satteldach; traufseitig starke Vorstöße auf Knaggen und Brüstungsfelder mit Andreaskreuzen sowie Portal mit Steingewände, giebelseitig gekoppeltes Fenster; Portal ehem. bez. 1594, 2000 Freilegung der Stadtmauer (Entfernung des Putzes). Das Gebäude grenzt unmittelbar an die mittelalterliche Stadtmauer bzw. an den am westlichen Eingang der Heidelgasse liegenden sogenannte Kanzelvorsprung an. Für die maximale Bauplatzausnutzung sind die Obergeschosse auskragend konstruiert. Geschützt nach §§ 28 (Gebäude) DSchG |    |

Köhlersgrund: Schmale, von der Hauptstraße abzweigende und in Richtung Osten stetig ansteigende Gasse innerhalb der ab dem 16. Jahrhundert angelegten Vorstadt, auf Höhe Köhlersgrund Nr. 6 kleines, parallel zur Hauptstraße verlaufendes Verbindungsgässchen zur südlich gelegenen Haaggasse abgehend; der Name Köhlersgrund wohl auf die einst hier ansässige Berufsgruppe zurückgehend; straßenbegleitende, über Hanggeschossen errichtete kleinteilige, ein- bis zweigeschossige Bebauung des 18.–20. Jh.

| Bild           | Bezeichnung | Lage                                 | Datierung | Beschreibung                                                                      | ID |
| -------------- | ----------- | ------------------------------------ | --------- | --------------------------------------------------------------------------------- | -- |
| Weitere Bilder | Kellerbogen | Köhlersgrund 1 (Flstnr. 350) (Karte) |           | Rundbogiges Gewände aus Sandstein, bez. 1679. Geschützt nach §§ 2 (Bauteil) DSchG |    |

Maingasse: Kurze und vergleichsmäßig breite, zwischen Hauptstraße und Mainstraße verlaufende Verbindungsgasse innerhalb der historischen Vorstadt; südlich geschlossene, traufständige Gebäudereihe des 19. Jahrhunderts (darunter die ehemalige Synagoge, Hauptstraße Nr. 139), nördlich überwiegend mit Gebäuden des 20. Jahrhunderts bebaut.
Mainstraße: Parallel zu Main und Hauptstraße verlaufender Straßenzug, zeitgleich mit dem Mainvorland im 19. Jahrhundert ausgebaut bzw. in jüngster Zeit neu gestaltet: teilweise Freilegung der Stadtmauer, Neuordnung des Verkehrs, Herstellung eines neuen Belages und eines Hochwasserschutzes, Errichtung einheitlicher Garagentypen anstelle älterer, zumeist hölzerner Nebengebäude und Schaffung von öffentlichen Aufenthaltesbereichen (Spielplatz u. a.); der Abschnitt südlich der Mainbrücke durch eine regelmäßige, dichte und über der Stadtmauer errichtete 2–3 geschossige, trauf- bzw. giebelständige Gebäudereihe des 16.–20. Jh. geprägt, der nördliche Abschnitt insgesamt vorstädtischer, mit 1–2 geschossigen, oft ehem. kleinbäuerlichen Anwesen und Nebengebäuden des 18.–20. Jh. bebaut.

| Bild           | Bezeichnung                        | Lage                              | Datierung | Beschreibung | ID |
| -------------- | ---------------------------------- | --------------------------------- | --------- | --- | -- |
| Weitere Bilder | Mariensäule, sogenannter Meerstern | Mainstraße (Flstnr. 3532) (Karte) |           | Mariensäule aus Sandstein von 1782, ursprünglich vor südlicher Flutmauer stehend, nachträglich auf Mauer versetzt. Geschützt nach §§ 2 (Kleindenkmal) DSchG |    |

Mariengasse: Kurze, in der mittelalterlichen Kernstadt gelegene und von der Hauptstraße nach Westen abgehende Stichgasse, vermutlich auf einen an dieser Stelle angenommenen Torturm („Marientörle“) führend; die Gasse durch zur Hauptstraße gehörige zweigeschossige, trauf- bzw. giebelständige Gebäude des 18./19. Jahrhunderts geprägt.
Pfarrgasse: Kurze, in der mittelalterlichen Kernstadt gelegene und von der Hauptstraße nach Westen abgehende Stichgasse, ursprünglich auf einen hier vorhandenen Torturm führend, im östlichen Abschnitt durch Abbruch eines Gebäudes nachträglich aufgeweitet; der Name auf das ehemalige Pfarrhaus (Hs.-Nr. 3) zurückgehend; die kurze Gasse durch giebelständige, dreigeschossige Gebäude des 18./19. Jahrhunderts geprägt (Nr. 1 und Nr. 3), die gegenüberliegende Seite inhomogener bebaut.

| Bild           | Bezeichnung                                        | Lage                      | Datierung | Beschreibung | ID |
| -------------- | -------------------------------------------------- | ------------------------- | --------- | --- | -- |
| Weitere Bilder | Ehemaliges katholisches Pfarrhaus (heute Wohnhaus) | Pfarrgasse 3 (Flstnr. 60) |           | Dreigeschossiges Gebäude mit massivem, in Naturstein errichtetem Erdgeschoss und verputzten Fachwerkobergeschossen, Halbwalmdach, profiliertes Rundbogenportal; Portal bez. 1615, die darüber liegenden Fachwerkgeschosse 1778 neu aufgesetzt; ebenfalls Bestandteil des Kulturdenkmals ist die Einfriedung des Gartens (18./19. Jh.); das erhaltenswerte Nebengebäude (ehem. Waschhaus?) eingeschossig, in Naturstein errichtet, Krüppelwalmdach, 18. Jahrhundert. Das ab 1700 als Pfarrhaus genutzte (ehem.) Wohnhaus grenzte mit seiner Westseite an die Stadtmauer bzw. an das hier angenommene ehem. „Badtor“ an. Der dazugehörige Garten liegt damit bereits außerhalb der befestigten Kernstadt. Geschützt nach §§ 2 (Gebäude) DSchG |    |

Reitersgasse: Kurze, zwischen Mainstraße und Hauptstraße verlaufende Gasse innerhalb der ab dem 16. Jahrhundert angelegten Vorstadt; der Gassenverlauf durch trauf- und giebelständige, überwiegend zweigeschossige Gebäude des 18.–20. Jahrhunderts geprägt, darunter einige stark überformte.
Ringgasse: Kurze, zwischen Ziegelgasse und Hauptstraße verlaufende Gasse am Rande der ab dem 16. Jahrhundert angelegten Vorstadt; der Gassenverlauf von überwiegend zweigeschossigen trauf- und giebelständigen Wohn- und Wirtschaftsgebäuden des 19. und 20. Jahrhunderts geprägt.
Scheuergasse: Parallel zur Hauptstraße verlaufender Straßenzug zwischen Main- und Ziegelgasse in der ab dem 16. Jahrhundert angelegten Vorstadt, der Name auf die zahlreichen Scheunen zurückgehend; die östliche Straßenseite von den Rückseiten der zweigeschossigen, über hohem Hanggeschoss errichteten Hauptstraßengebäuden geprägt, die westliche Seite von einer weitgehend geschlossenen, überwiegend zweigeschossigen und traufständigen aus Scheunen und Wohngebäuden des 18.–20. Jahrhunderts bestehenden Gebäudereihe gebildet.
Staudengasse: Kurze, zwischen Hauptstraße und Mainstraße verlaufende Verbindungsgasse innerhalb der Kernstadt, bis zur teilweisen Entfestigung der Stadt ursprünglich an der westlichen Stadtmauer endend; leicht ansteigender, geschwungener Verlauf, auf Höhe der Einmündung der Hallengasse platzartig aufgeweitet, diese Aufweitung gegen Osten von der hoch aufragenden Giebelseite des Wohnhauses Staudengasse 5 räumlich begrenzt; die Gasse von zweigeschossigen, trauf- und giebelständigen und am abfallenden Gelände errichteten Gebäuden des 18.–20. Jahrhunderts geprägt.

| Bild | Bezeichnung | Lage                                 | Datierung | Beschreibung | ID |
| ---- | ----------- | ------------------------------------ | --------- | --- | -- |
|      | Wohnhaus    | Staudengasse 9 (Flstnr. 498) (Karte) |           | Zweigeschossiges Fachwerkhaus über massivem Hanggeschoss, weitgehend verputzt, Krüppelwalmdach; Madonna mit Kind am Eckständer (Hochrelief); 18. Jahrhundert mit späteren Überformungen (u. a. 1995 Sanierung und Umbau). Geschützt nach §§ 2 (Gebäude) DSchG | BW |

Sterngasse: Kurze, zwischen Sternplatz und Mainstraße verlaufende Gasse innerhalb der frühneuzeitlichen Vorstadt, der Name vom historischen Gasthof „Stern“ abgeleitet; heterogene Bebauungs- und Parzellenstruktur mit ein- bis zweigeschossigen, am abfallenden Gelände errichteten Haupt- und Nebengebäuden des 18.–20. Jahrhunderts.
Sternplatz: Im südlichen Bereich der ab dem 16. Jahrhundert besiedelten Vorstadt gelegene Platzanlage; der Name von der angrenzenden Sterngasse bzw. dem alten Gasthof „Stern“ (befand sich in der Ziegelgasse) abgeleitet; der kleine quadratische Platz an drei Seiten von zweigeschossigen, überwiegend giebelständigen Gebäuden des 16.–20. Jahrhunderts gefasst bzw. gegen die Hauptstraße geöffnet, diese wiederum ist durch zwei schmale, den Platz tangierende Stichgassen mit der Mainstraße verbunden; wegen des regelhaften Zuschnitts handelt es sich wohl um eine planmäßige Anlage des 18. Jahrhunderts mit späteren Veränderungen im 20. Jahrhundert (Niveauanhebung, Neugestaltung).

| Bild           | Bezeichnung | Lage                                | Datierung | Beschreibung | ID |
| -------------- | ----------- | ----------------------------------- | --------- | --- | -- |
| Weitere Bilder | Portal      | Sternplatz 1 (Karte)                |           | Geohrtes Portal aus Sandstein mit Rinderkopf im Keilstein, bez. „HK“; 18. Jahrhundert; das erhaltenswerte Wohnhaus zweigeschossig mit massivem Hang- und teilweise auch Erdgeschoss, das übrige Gebäude in Fachwerk errichtet, giebelseitiger Vorstoß, Satteldach; das Fachwerkgeschoss 16./17. Jahrhundert. |    |
| Weitere Bilder | Kellerbogen | Türkeigasse 2 (Flstnr. 358) (Karte) |           | Rundbogiges Gewände aus Sandstein an einem erhaltenswerten Kellerhaus, die darüberliegenden, erhaltenswerten Wohngeschosse in Fachwerk errichtet, verputzt, Satteldach; der Bogen bez. 1582, das übrige Gebäude wohl 18./19. Jahrhundert mit späteren Veränderungen.                                         |    |

#### Restliche Kernstadt
Die folgende Auflistung umfasst die Kulturdenkmale der restlichen Kernstadt (ohne die Gesamtanlage Freudenberg):
| Bild           | Bezeichnung       | Lage                  | Datierung   | Beschreibung | ID |
| -------------- | ----------------- | --------------------- | ----------- | --- | -- |
| Weitere Bilder | Friedhof          | Friedhofweg 7 (Karte) | 15.–20. Jh. | Friedhofsmauer mit Laurentiusrelief und Rundbogenportal, bez. 1611, zahlreiche Grabmale aus dem 15. bis frühen 20. Jahrhundert, u. a. auch Priester-Epitaphien (Sachgesamtheit). |    |
| Weitere Bilder | Laurentiuskapelle | Friedhofweg 7 (Karte) | 12. Jh.     | Laurentiuskapelle, romanischer Bau mit Chorturm (§ 28), 12. Jahrhundert. |    |
| Weitere Bilder | St. Laurentius    | Wiesenweg (Karte)     | 1957        | Katholische Kirche St. Laurentius (auch Neue Laurentiuskirche), 1957 errichtet.                                                                                                  |    |

### Boxtal
Bau-, Kunst- und Kulturdenkmale in Boxtal (mit dem Dorf Boxtal, dem Gehöft Tremhof und dem Wohnplatz Sägmühlen):
| Bild           | Bezeichnung    | Lage                            | Datierung    | Beschreibung | ID |
| -------------- | -------------- | ------------------------------- | ------------ | --- | -- |
| Weitere Bilder | St. Nikolaus   | Kirchstraße 12 (Karte)          | 13. Jh.–1881 | Kath. Kirche St. Nikolaus mit Turm des 13. Jh. in spätromanischen Formen und Kirchenschiff von 1880/81 mit Rundbogenfenstern, erweitert in den 1960er Jahren, darin Triumphbogen, bez. 1747, mit Zubehör, u. a. Rochusfigur, um 1900. |    |
|                | Lourdeskapelle | Kirchstraße                     | 1885         | Eine der ältesten deutschen Lourdeskapellen. Sie wurde von Pfarrer Lorenz Englert gestiftet und am 26. Juli 1885 eingeweiht. |    |
|                | Bildstock      | Wengertsweg (Karte)             |              | Bildstock | BW |
|                | Bildstock      | Wengertsweg (Karte)             |              | Bildstock | BW |
|                | Bildstock      | Wildbachstraße 62 (bei) (Karte) |              | Bildstock | BW |
|                | Bildstock      | Wildbachstraße (K 2879) (Karte) |              | Bildstock | BW |

### Ebenheid
Bau-, Kunst- und Kulturdenkmale in Ebenheid:
| Bild           | Bezeichnung  | Lage                                                 | Datierung | Beschreibung                                                                   | ID |
| -------------- | ------------ | ---------------------------------------------------- | --------- | ------------------------------------------------------------------------------ | -- |
| Weitere Bilder | Bildstock    | Odenwaldstraße (K 2831) (Karte)                      |           | Bildstock                                                                      |    |
| Weitere Bilder | Bildstock    | Odenwaldstraße 11 (bei) (Karte)                      |           | Bildstock                                                                      |    |
|                | Gedenkstein  | Odenwaldstraße 14 (bei) (Karte)                      |           | Gedenkstein 700 Jahre Ebenheid.                                                |    |
| Weitere Bilder | St. Leonhard | Odenwaldstraße 22 (Karte)                            | 1800      | Kath. Filialkirche St. Leonhard, gotische Kapelle mit Chorturm. 1800 erneuert. |    |
| Weitere Bilder | Bildstock    | Odenwaldstraße (K 2831) (Karte)                      |           | Bildstock                                                                      |    |
| Weitere Bilder | Bildstock    | Odenwaldstraße (K 2831) (Karte)                      |           | Bildstock                                                                      |    |
| Weitere Bilder | Bildstock    | (Karte)                                              |           | Bildstock                                                                      |    |
| Weitere Bilder | Bildstock    | (Karte)                                              |           | Bildstock                                                                      |    |
| Weitere Bilder | Bildstock    | (Karte)                                              |           | Bildstock                                                                      |    |
|                | Bildstock    | (Karte)                                              |           | Bildstock                                                                      | BW |
| Weitere Bilder | Bildstock    | (Karte)                                              |           | Bildstock                                                                      |    |
| Weitere Bilder | Bildstock    | Naturschutzgebiet Erlenwald Röte-Strüt (bei) (Karte) |           | Bildstock                                                                      |    |

### Rauenberg
Bau-, Kunst- und Kulturdenkmale in Rauenberg (mit dem Dorf Rauenberg, dem Wohnplatz Dürrhof mit Forst- und Waldhaus sowie der in Rauenberg aufgegangenen Ortschaft Schafhof):
| Bild           | Bezeichnung    | Lage                     | Datierung | Beschreibung                                                                                       | ID |
| -------------- | -------------- | ------------------------ | --------- | -------------------------------------------------------------------------------------------------- | -- |
| Weitere Bilder | Dürrhofkapelle | Dürrhof 7 (Karte)        | 1718      | Kapelle. Pilastergegliederter Bau mit eingezogenem Chor und geohrten Fenstern, bez. 1718.          |    |
| Weitere Bilder | St. Wendelin   | Raubachstraße 14 (Karte) | 1869      | Kath. Kirche St. Wendelin, auch St. Wendelinus Von 1869. Moderne Erweiterung des Schiffs mit Turm. |    |

### Wessental
Bau-, Kunst- und Kulturdenkmale in Wessental (mit dem Dorf Wessental und den Häusern Antonius (Antons)-mühle und Blankenmühle):
| Bild           | Bezeichnung              | Lage                 | Datierung | Beschreibung                                                                                                   | ID |
| -------------- | ------------------------ | -------------------- | --------- | --- | -- |
| Weitere Bilder | Sieben Schmerzen Mariens | Kirchenweg 8 (Karte) | 1875      | Kath. Kirche Sieben Schmerzen Mariens. Kapelle. Schlichter Bau mit Dachreiter und polygonalem Chor, bez. 1875. |    |